# Ciudad Vieja (El Salvador)
Ciudad Vieja es el nombre por el que actualmente se conoce el sitio donde se estableció la villa de San Salvador durante su refundación en 1528 (la villa había sido fundada ya tres años antes, en 1525, probablemente en el mismo lugar, pero fue abandonada presuntamente por la resistencia de los guerreros del Señorío de Cuzcatlán).
Desde está villa se empezó a regir la provincia de San Salvador, gobernada primeramente con un justicia mayor y teniente de gobernador y de capitán general (nombrado por el gobernador de Guatemala) y luego por medio de los alcaldes ordinarios del ayuntamiento.
El área donde se encontraba está villa, que luego será conocido como el valle de la Bermuda (hoy Ciudad Vieja), fue abandonado alrededor de 1545 debido al traslado de San Salvador, y de sus autoridades, al valle de las Hamacas, lugar donde se encuentra en la actualidad. En 1546, el emperador Carlos V, por medio del príncipe Felipe II, le otorgó a San Salvador el título de ciudad; en 1579 se convirtió en la sede de la alcaldía mayor de San Salvador, y en 1785, por real cédula del Rey Carlos III de España, se convertiría en la capital de la Intendencia de San Salvador (que el 8 de mayo de 1821 por decreto de las Cortes generales españoles pasaría a ser la provincia de San Salvador, gobernada por un jefe político superior ayudado por una diputación provincial); para, finalmente, en 1824, llegar a ser la capital del Estado del Salvador y luego de la República de El Salvador después de la independencia de España el 15 de septiembre de 1821.
El traslado anteriormente apuntalado permitió que los cimientos de la villa se mantuvieran intactos hasta su redescubrimiento en el siglo XX. Por ello, el sitio constituye uno de los pocos lugares de Hispanoamérica para realizar arqueología de la época de la Conquista de América y las primeras décadas de la colonización. El sitio está situado a unos ocho o diez kilómetros al sur de Suchitoto, que en ese tiempo era un pueblo de indios, hoy parte del departamento de Cuscatlán.

## Historia
El cronista dominico fray Antonio de Remesal, en su "Historia general de las Indias Occidentales y particular de la Gobernación de Chiapa y Guatemala", relata los sucesos ocurridos el 10 de abril de 1528, día de la fundación formal de la villa estable de San Salvador por Diego de Alvarado. 
La primera población, la de 1525, continúa siendo un enigma, pero ya existía para el mes de mayo de ese año, y su alcalde ordinario era Diego de Holguin, según el Libro Viejo de la fundación de Guatemala, establecida por orden del conquistador Pedro de Alvarado y Contréras, como población de frontera ante el avance de Pedro Arias Dávila, llamado también Pedrarias, gobernador de Panamá, y la llegada a la misma cabecera nahuapipil de Cuscatlán de Hernando de Soto, quien era explorador y, su pequeño ejército, enviado desde León en Nicaragua por Francisco Hernández de Córdoba, fundador de Nicaragua, a finales de 1524, o principios de 1525.
San Salvador permaneció en Ciudad Vieja hasta que la Real Audiencia de Los Confines (después de Guatemala), autorizó el traslado definitivo al presente asentamiento, al pie del volcán homónimo, cerca de la primitiva población de Cuscatlán. A la nueva villa le fue concedido el título de ciudad según real provisión del 27 de septiembre de 1546, firmada por el príncipe Felipe, en nombre de su padre el emperador Carlos I de España y V de Alemania, en Guadalajara (España).

## Arqueología
En un área mayor de 30 hectáreas, los restos arqueológicos de Ciudad Vieja afloran a muy poca profundidad, con los basamentos de lo que fue la primera ciudad fundada por España en el actual El Salvador y la segunda en la Centroamérica de Alvarado, después de Santiago de Guatemala (julio de 1524). 
La antigua villa se localiza al pie del cerro Tecomatepe y a orillas del río El Molino, que corre por su profunda vega y que rodea en parte el sitio. Esto le dio mejor carácter defensivo en caso de un levantamiento indígena, y todavía hoy quedan restos de una construcción de piedras que evoca una posible muralla defensiva. 
Ciudad Vieja es particularmente interesante pues como suburbanístico, es uno de los más antiguos conservados en su distribución original en el continente americano, pues todavía mantiene su trazado en cuadrícula, con calles que parten desde una plaza de armas. 
El hecho de haber sido definitivamente abandonada la villa en 1545 y las edificaciones desmanteladas para obtener materiales de construcción, aunque tuvo la ventaja de nunca haberse construido encima, ha hecho que Ciudad Vieja conserve casi incorruptos sus cimientos de la planificación urbana de la primera mitad del siglo XVI, en los años del contacto entre la cultura española y la civilización indígena. 
Está caracterizada como un importante testimonio del primer urbanismo español en Hispanoamérica, en un área que pudo haber albergado más de setenta familias de vecinos peninsulares, muchos de ellos encomenderos -en su mayoría con hijos mestizos-, además de una apreciable población aborigen en los alrededores y un barrio de indígenas auxiliares, tlaxcaltecas y mexicas, que convivían en un panorama de ciudadela medieval.

## El proyecto Ciudad Vieja
Ciudad Vieja ha sido uno de los grandes temas de trabajo y perspectivas de la Academia Salvadoreña de la Historia, institución cultural por cuyo empeño el lugar fue declarado Sitio Histórico Nacional, mediante Decreto Legislativo n.º 308, del 8 de julio de 1975, publicado en el Diario Oficial n.º 133, Tomo n.º 248, del 18 de julio de 1975.
Actualmente se tiene ya comprada la extensión más importante del casco urbano, aunque los límites antiguos de la villa desbordan lo adquirido por el Consejo Nacional para la Cultura y el Arte (Concultura).
La investigaciones arqueológicas comenzaron en 1996 por el Dr. William R. Fowler, de la Universidad Vanderbilt, de Nashville (Estado de Tennessee, EE. UU.), y desde entonces se han sucedido por profesionales y estudiantes norteamericanos, estos bajo la dirección del Dr. Fowler, así como por los arqueólogos salvadoreños Roberto Gallardo, Marlon Escamilla y José Heriberto Erquicia. 
Concultura ha sido la institución rectora de las labores, con programas de transferencia de subsidios para los trabajos. Asimismo se recibió ayuda y colaboración de la Embajada de España y de la Agencia Española de Cooperación Internacional, y en la actualidad la Universidad Tecnológica de El Salvador está aportando la presencia de estudiantes y profesores de la carrera de Arqueología, dirigidos por el arqueólogo Erquicia.
Hasta la fecha las excavaciones han aportado valiosa información sobre las construcciones que existieron en Ciudad Vieja, tanto casas privadas como edificios públicos -un ejemplo es la casa del cabildo- y se cuenta con abundancia de datos y restos culturales, incluso de los primeros talleres de herrería. 
El emplazamiento de la iglesia católica colonial dedicada a La Trinidad todavía espera ser investigado, pues no estaba la estructura directamente sobre la plaza de Armas, sino que al parecer le precedía un amplio átrio. Las tareas de excavación del proyecto Ciudad Vieja definirán en un futuro lo que todavía son hipótesis. 
En 2002, se publicó por la Dirección de Publicaciones e Impresos de Concultura el libro Investigaciones Arqueológicas en Ciudad Vieja, de William R. Fowler y Roberto Gallardo.
Junto con la Antigua Guatemala y León Viejo en Nicaragua, así como Panamá Viejo, el sitio histórico y arqueológico Ciudad Vieja constituye uno de los más importantes enclaves de arqueología histórica en el área centroamericana. Es una cantera infinita de ciencia y hallazgos, y la mejor perspectiva para el estudio del urbanismo de una villa de los primeros años del período colonial, donde el tiempo se detuvo en 1545 y marcó el nacimiento del actual El Salvador.